# El Albardinal
El Albardinal és el nom d'un llogaret i pedania del municipi de Torre Pacheco, comarca del Mar Menor (una de les dues divisions de l'antic 
Campo de Cartagena, a la Regió de Múrcia, Espanya.

## Toponímia
El nom, d'origen àrab, deriva de l'espart bord (lygeum spartum), planta gramenera abundant als marges dels camps de conreu i dels senders.	